# Ernesto Ramos Antonini

Ernesto Ramos Antonini (24 de abril de 1898 - 9 de enero de 1963) fue presidente de la Cámara de Representantes de Puerto Rico y cofundador del Partido Popular Democrático de Puerto Rico.